# Major Wicher (powieść)
Major Wicher (ros. Майор Вихрь) – siódma pod względem chronolicznym (pod względem publikacji druga) część stworzonego przez Juliana Siemionowa cyklu powieści poświęconych radzieckiemu agentowi Stirlitzowi.

## Fabuła
Druga połowa 1944. W rejonie okupowanego Krakowa ląduje grupa agentów GRU pod komendą majora „Wichra”. Ma ona za zadanie ocalić miasto przed zniszczeniem planowanym przez Niemców. Wsparciem dla czerwonoarmistów okazuje się przebywający w mieście SS-Standartenführer Max Otto von Stirlitz – agent NKGB pułkownik Maksym Maksymowicz Isajew.

## Nawiązania historyczne
Julian Siemionow napisał powieść niedługo po ujawnieniu przez GRU działalności dowodzonej przez kpt. Jewhena Berezniaka grupy „Głos”. Innymi pierwowzorami „Wichra” byli kpt. Aleksieja Botiana i st. lejt. Owidija Gorczakowa.

## Ekranizacja
W 1967 r. Jewgienij Taszkow wyreżyserował film na podstawie powieści Major Wicher z Wadimem Berojewem w roli tytułowej. W produkcji nie pojawiła się natomiast postać Stirlitza.